# Kínálati menetrend
A kínálati menetrend olyan közösségi közlekedési szolgáltatást takar, amely a nap nagyobb részében (legalább 12 órán keresztül) folytonosan, és kellő sűrűséggel (nagyvasút esetében legalább óránként) nyújt eljutási lehetőségeket egy adott viszonylaton.